# Insteon
Insteon (comúnmente escrito INSTEON) es un sistema para conectar interruptores de iluminación y de cargas sin necesidad de cableado adicional.
INSTEON es una casa de topología de red de área doméstico de malla de banda dual que emplea líneas de CA y un protocolo de radiofrecuencia (RF) para comunicarse con dispositivos. Se trata de una tecnología de red domótica diseñada por SmartLabs, Inc.  INSTEON está diseñado para permitir a dispositivos tales como interruptores, termostatos, sensores (de movimiento, calor, humo etc) estar conectados en red mediante la línea eléctrica, la radio frecuencia (RF), o ambos. Todos los dispositivos INSTEON son iguales, es decir, cada dispositivo puede transmitir, recibir y repetir los mensajes del protocolo INSTEON, sin necesidad de un controlador maestro o software de encaminamiento.
Todos los dispositivos compatibles INSTEON actúan como repetidores, lo que significa que repiten cada mensaje que oyen. Esto contrasta con otras topologías de red de malla en los que solo repiten los "nodos avanzados". La detección de errores y corrección automática se incluyen en todos los productos compatibles INSTEON. El protocolo de línea de potencia utiliza modulación por desplazamiento de fase y está diseñado para que la repetición sea sincroniza: todos los repetidores repiten el mismo mensaje durante intervalos de tiempo definidos con precisión, de forma que mientras las repeticiones colisionan, lo hacen en armonía, de manera que se conserva el mensaje. La línea de frecuencia de alimentación de CA se utiliza como la fuente de sincronización.